# هاروکی ایواتا
هاروکی ایواتا (انگلیسی: Haruki Iwata; ۳ آوریل ۱۹۹۵ – ) بازیگر اهل ژاپن بود. وی از سال ۲۰۱۱ میلادی تاکنون مشغول فعالیت بوده‌است.